# علی‌آباد (سرچهان)
علی‌آباد (بوانات)، روستایی از توابع بخش سرچهان شهرستان بوانات در استان فارس ایران است.

## جمعیت
این روستا در دهستان باغ صفا قرار دارد و براساس سرشماری مرکز آمار ایران در سال ۱۳۸۵، جمعیت آن ۴۵ نفر (۸خانوار) بوده‌است.